# Доналд Смарт
Доналд Смарт (англ. Donald Smart, 7 січня 1942) — австралійський хокеїст на траві.
Срібний призер Олімпійських Ігор 1968 року, бронзовий призер 1964 року, учасник 1972 року.